# Sindrome de Morton's
El Síndrome de Morton's (también conocido como Síndrome del Pie de Morton) es un síndrome autosómico dominante que se presenta como un conjunto de síntomas que afectan levemente a los pies.

## Signos y síntomas
Los síntomas principales de este síndrome son los siguientes: braquimetatarsia del primer metatarsiano, hipermovilidad del primer metatarsiano afectado, y callos en la base plantar de los segundos y terceros dedos del pie. Debido a que los síntomas principales son 3, el hombre que descubrió este síndrome (Dudley Joy Morton) también le llamo "El trío de Morton's".
Se pueden presentar otros síntomas, tales como: metatarsalgia, dedos del pie en martillo, dolor de pierna(s), dificultades al caminar, fascilitis plantar, fracturas por estrés (normalmente del segundo metatarsiano), dolor de antepié, etc.
La diferencia entre el síndrome de Morton's y el dedo de Morton mismo es que, mientras el dedo de Morton si puede causar algunas complicaciones, el síndrome de Morton es un conjunto de síntomas que son compartidos entre un grupo de personas, la mayoría de estos siendo causados por un dedo de Morton.
Los síntomas del Síndrome de Morton's son causados por la distribución inapropiada de peso en el pie, esto se debe a que el hallux y el primer metatarsiano ambos están desarrollados para soportar la mayoría del peso distribuido en el pie.
La mayoría del peso que el pie soporta es distribuido al dedo más largo de este, por lo general es el dedo hallux (o gordo) del pie, debido a que tanto el primer metatarsiano debajo de este como el dedo hallux mismo son grandes y gruesos, pero, como ya se había mencionado, la distribución de peso apropiada solo puede ocurrir cuando estos son los más altos de todo el pie, en el caso del Síndrome  de Morton's 
no lo son, debido a la corta altura del primer metatarsiano, esto lleva a que el dedo hallux también aparente tener corta altura, causando que todo el peso vaya al segundo dedo del pie, el cual no está lo suficientemente desarrollado como para soportar todo el peso en el pie, causando la distribución de peso inapropiada, esto lleva a varios problemas desde menores hasta severos, desde un incremento de la anchura del pie afectado hasta dolor de piernas debilitante, aunque los síntomas dependen de la severidad del dedo de Morton.

## Causas
Las causas del defecto son mayormente genéticas, aunque también puede haber casos esporádicos de síndrome de Morton's.
Todas las complicaciones en este síndrome son causadas por uno de los varios síntomas: el hallux corto
El hallux en sí no es corto; más bien, es el hueso metatarsiano el que es corto, lo cual se le denomina como braquimetatarsia, debido a que afecta al primer metatarsiano, se le conoce como dedo de Morton.
El dedo de Morton es causado por un cierre prematuro de la placa epifisaria del primer metatarsiano, generalmente la probabilidad de que esto suceda es determinada por la genética de una persona, aunque también puede haber casos esporádicos (la mayoría de estos siendo unilaterales, ósea, afectando un pie en lugar de ambos)

## Incidencia
La frecuencia del pie de Morton (uno de los síntomas de este síndrome) es de 1 de cada 10 personas, sin embargo, la frecuencia exacta de este síndrome en sí no ha sido identificada, ya que varía de entre muy común y muy infrecuente.
Un estudio realizado en Japón reportó una incidencia de Síndrome de Morton's de 1 en 10,000 niños japoneses

### Tratamiento
Esta condición puede ser resuelta por medio de cirugía, terapias físicas conservativas, etc. 
Las cirugías incluyen la cirugía de acortamiento de dedo del pie (esta normalmente se hace por causas cosméticas), cirugía de alargamiento de metatarsiano (la cual se utiliza principalmente para solucionar la braquimetatarsia del hallux), entre otras.